# La lladre de llibres (pel·lícula)
La lladre de llibres (anglès: The Book Thief, alemany: Die Bücherdiebin) és una pel·lícula germanoamericana del 2013 basada en la novel·la homònima de Markus Zusak. La cinta, dirigida per Brian Percival i protagonitzada per Sophie Nélisse, se centra en una nena filla d'una comunista que és acollida per una família durant l'Alemanya Nazi.
La pel·lícula es va estrenar el 3 d'octubre de 2013 al Mill Valley Film Festival aconseguint, a partir d'aquest moment, molt bones crítiques per la seva protagonista, Sophie Nélisse, que va arribar a guanyar el Premi a la millor actriu revelació del Hollywood Film Festival. A més, la pel·lícula va estar nominada als Premis Oscar, Globus d'Or i BAFTA d'aquell any.

## Argument
L'abril de 1938, una veu interpretant a la Mort (Roger Allam) explica com la jove Liesel Meminger (Sophie Nélisse) va captar el seu interès. Liesel anava viatjant en un tren amb la seva mare (Heike Makatsch) i el seu germà petit quan aquest va morir inesperadament. Durant el seu enterrament, Liesel va agafar un llibre que havia caigut a terra (un manual d'enterramorts). Acompanyada d'aquest llibre, la nena va anar a viure amb una família d'acollida, en Hans (Geoffrey Rush) i la Rosa (Emily Watson) Hubermann, ja que la seva mare comunista no podia mantenir-la. Amb la Mort com a testimoni, Liesel passa la guerra amb els Hubermann i fa nous amics, com el veí del costat, en Rudy Steiner (Nico Liersch).

## Repartiment
| Intèrpret      | Personatge      |
| -------------- | --------------- |
| Sophie Nélisse | Liesel Meminger |
| Heike Makatsch | Mare de Liesel  |
| Julian Lehmann | Germà de Liesel |
| Geoffrey Rush  | Hans Hubermann  |
| Emily Watson   | Rosa Hubermann  |
| Nico Liersch   | Rudy Steiner    |
| Kirsten Block  | Frau Heinrich   |
| Roger Allam    | La Mort         |

## Producció
La recerca d'una actriu que interpretés el rol protagonista de la lladre de llibres, Liesel Meminger, va tenir lloc a tot el món. El 4 de febrer de 2013, finalment, es va anunciar que l'actriu canadenca Sophie Nélisse havia estat l'escollida i que l'actor australià Geoffrey Rush i l'actriu anglesa Emily Watson esdevindrien els pares d'acollida de Liesel.
El rodatge va començar a principis de març de 2013 al Babelsberg Studio de Potsdam-Babelsberg, Alemanya. El primer tràiler va sortir el 21 d'agost amb la cançó "Haunt" del grup Bastille com a banda sonora.
Markus Zusak, l'autor australià del llibre, va confirmar en el seu blog que la pel·lícula seria narrada pel personatge de la Mort, igual que a la seva novel·la. Els fans van especular sobre si el que donaria la veu a la Mort seria el mateix actor anònim que sortia al tràiler. Al final, es va anunciar que l'actor anglès Roger Allam de Game of Thrones representaria a la Mort a la pel·lícula.

## Premis i nominacions

### Premis
- 2015: Grammy a la millor composició instrumental per John Williams amb "The Book Thief"

### Nominacions
- 2014: Oscar a la millor banda sonora per John Williams
- 2014: Globus d'Or a la millor banda sonora per John Williams
- 2014: BAFTA a la millor música per John Williams